# وولفگانگ ایگر

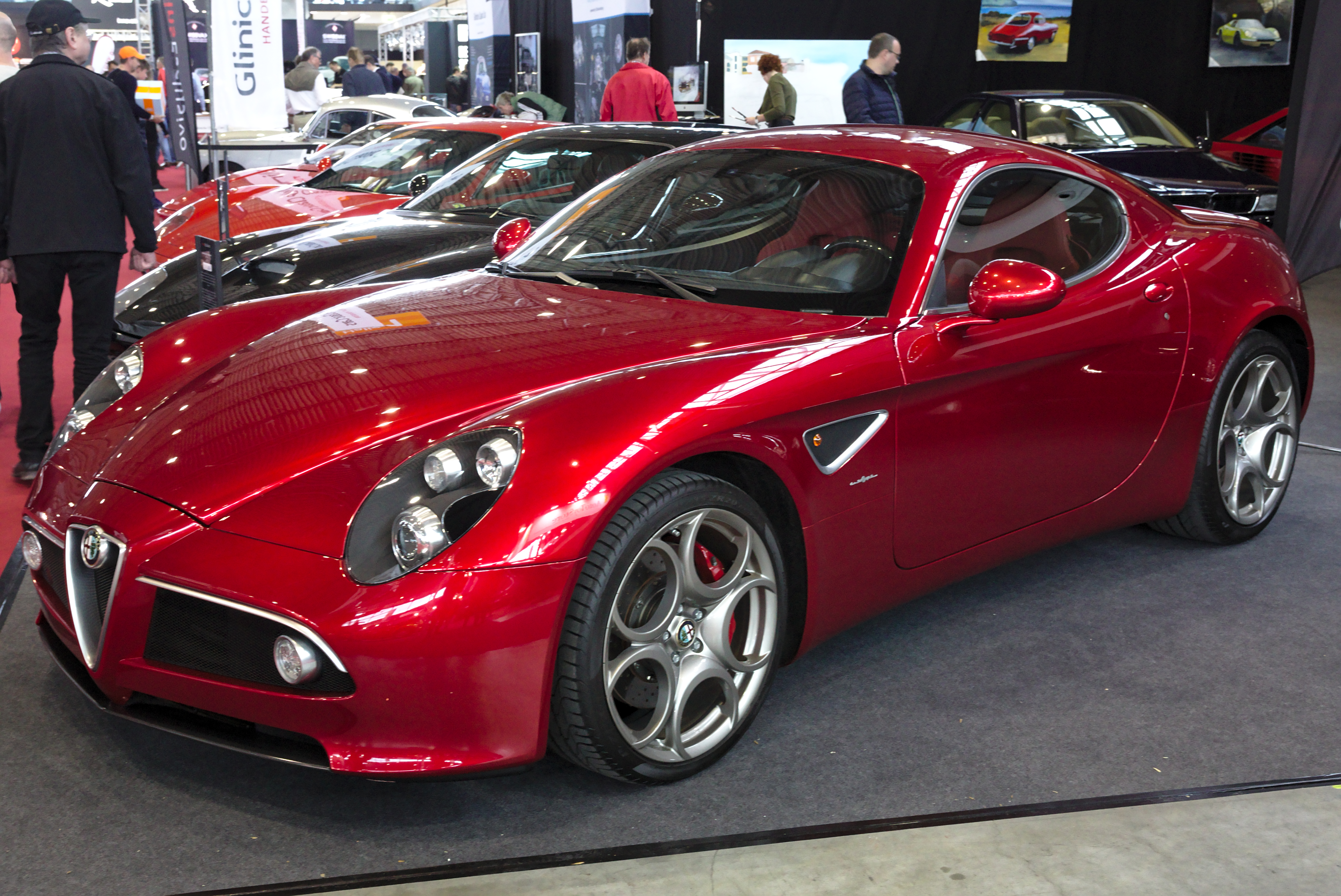
آلفا رومئو 8سی طراحی شده توسط وولفگانگ ایگر

وولفگانگ ایگر (انگلیسی: Wolfgang Egger؛ زادهٔ ۱۳ فوریهٔ ۱۹۶۳) کارآفرین، طراح و مدیر ارشد اجرایی آلمانی است، که اکنون به‌عنوان سرطراح شرکت چینی خودروسازی بی‌وای‌دی فعالیت می‌کند. وی پیشینه فعالیت در شرکت‌های آلفا رومئو، سیات، لانچیا، آئودی و لامبورگینی را نیز در کارنامه کاری خود دارا می‌باشد.